# 다나카 신베
다나카 신베(田中新兵衛)는 막말 사쓰마번사이다. 존왕양이파로서 막말 4대 히토키리 중 한명이다.